# Ліллі-Анне
Ліллі-Анне (ест. Lilli-Anne) — село в Естонії, входить до складу волості Виру, повіту Вирумаа. До 2017 року входило до складу волості Симерпалу.